# Esther Lofgren

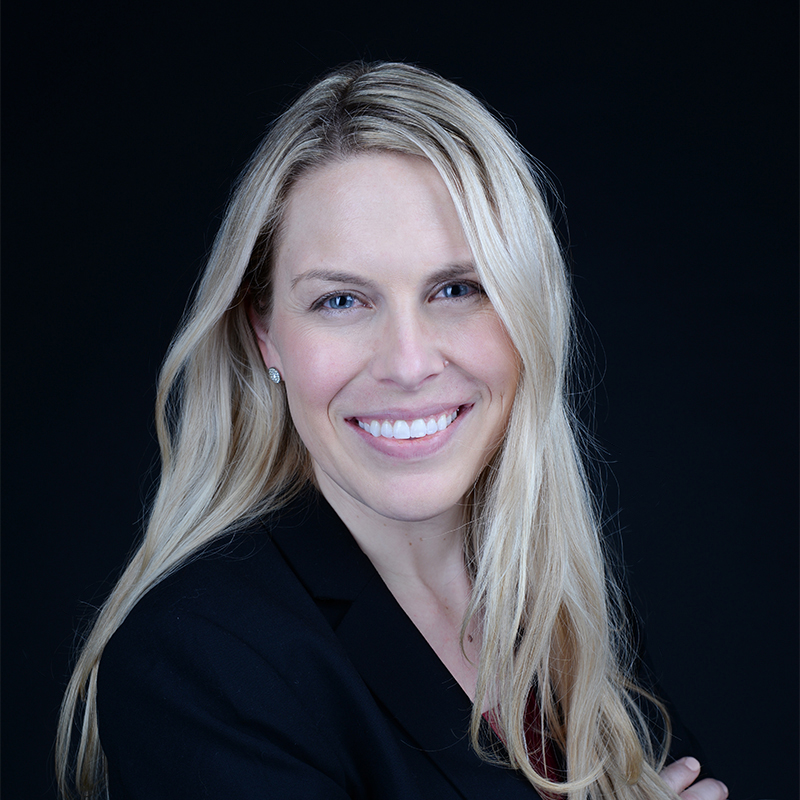
Esther Lofgren, 2018

Esther Lofgren (* 28. Februar 1985 in Long Beach) ist eine US-amerikanische Ruderin und zweifache Weltmeisterin im Achter.

## Leben
Lofgren begann 1998 mit dem Rudern. 2006 siegte sie mit dem US-Achter bei den U23-Weltmeisterschaften. Bei den Ruder-Weltmeisterschaften 2006 gewann sie zusammen mit Portia McGee, Erin Cafaro und Rachel Jeffers die Bronzemedaille im Vierer ohne Steuerfrau. 2007 siegte sie mit dem Doppelvierer bei den U23-Weltmeisterschaften. 2008 gewann Lofgren mit dem US-Achter die Weltcup-Regatta in Luzern. Die Mehrzahl der Crew gewann die olympische Goldmedaille bei den Olympischen Spielen in Peking; die nicht nominierte Lofgren nahm stattdessen im Vierer ohne an den Weltmeisterschaften in den nichtolympischen Bootsklassen teil und gewann zusammen mit Karen Colwell, Stesha Carle und Sarah Trowbridge die Silbermedaille.
Auch bei den Ruder-Weltmeisterschaften 2009 in Posen ruderte Lofgren im Vierer ohne und belegte zusammen mit Jamie Redman, Elle Logan und Amanda Polk den zweiten Platz hinter dem Boot aus den Niederlanden. 2010 wechselten die Ruderinnen in den Achter und erkämpften den Titel bei den Weltmeisterschaften in Neuseeland in der Besetzung Anna Goodale, Amanda Polk, Jamie Redman, Taylor Ritzel, Esther Lofgren, Elle Logan, Meghan Musnicki, Katherine Glessner und Steuerfrau Mary Whipple. 2011 verteidigte der amerikanische Achter mit Zsuzsanna Francia und Caroline Lind für Glessner und Goodale den Titel bei den Weltmeisterschaften in Bled. Auch bei den Olympischen Spielen in London ruderte Lofgren im US-Achter, der in der Besetzung Erin Cafaro, Zsuzsanna Francia, Esther Lofgren, Taylor Ritzel, Meghan Musnicki, Elle Logan, Caroline Lind, Caryn Davies und Mary Whipple die Goldmedaille gewann.
Esther Lofgren ist Journalistin und rudert für den Ruderclub der Harvard University.